# Rosa María Flores Buendía
Rosa María Flores Buendía es una pelotari mexicana. Durante el Campeonato del Mundo de Pelota Vasca de 1990, el Campeonato del Mundo de Pelota Vasca de 1994 y el Campeonato del Mundo de Pelota Vasca de 1998 ganó la medalla de oro en la especialidad de frontenis al lado de Miryam Muñoz Cadena. En el Campeonato del Mundo de Pelota Vasca de 2006 obtuvo la  medalla de bronce en la especialidad de Paleta goma trinquete al lado de Ariana Yolanda Cepeda de la Mora.